# Mauro Mazza
Mauro Mazza (Roma, 18 agosto 1955) è un giornalista e scrittore italiano.

## Carriera

### Gli inizi da giornalista

Mauro Mazza a sinistra, in compagnia di Franco Servello e Maurizio Gasparri in piedi, in un'immagine del 1984

Giornalista professionista dal 1979, nei primi anni di carriera ha lavorato per il Secolo d'Italia e per l'agenzia Adnkronos, collaborando saltuariamente anche con emittenti radio e televisive private e numerosi periodici.
Nella seconda metà degli anni 80, poco prima dell'approdo in Rai, ha lavorato come radiocronista per le partite di calcio della Lazio (squadra di cui tra l'altro Mauro Mazza è anche accanito tifoso) per Teleroma 56 e per Radio Dimensione Suono.

### Gli inizi in Rai e la vicedirezione del TG1
Entra in Rai nel 1990, lavorando per tre anni al GR1 e passando poi al TG1 conducendone l'edizione della notte dal 1995 al 2001. Dal 1998 al 2002 è stato vicedirettore del telegiornale durante le direzioni di Giulio Borrelli, Gad Lerner e Albino Longhi.

### La direzione del TG2
Rimase al TG1 fino all'aprile 2002, quando venne nominato direttore del TG2 prendendo il posto di Clemente Mimun che passerà a dirigere il TG1, sotto la sua direzione già nei primi mesi il TG2 avrà un profondo restyling, a partire dallo studio, dalle varie grafiche e dalla sigla, poi nell'edizione delle 13 ci sarà la doppia conduzione e la presenza dell'ospite (una pratica già in corso al TG1 e al TG5, rimasta in uso fino al 2004), poi nell'edizione delle 20.30 il telegiornale aprirà con una copertina (fino all'estate del 2004, poi sarà divisa in 2 parti) e il conduttore non è seduto sulla scrivania ma entra da dietro le quinte e resta in piedi, questa impostazione durerà per un certo periodo, nel 2005 il TG2 vinse l'Oscar della TV come miglior telegiornale dell'anno. Durante la sua direzione ci saranno la nascita di numerose rubriche come Mizar, Punto di vista, Dossier storie, TG2 punto.it e TG2 10 minuti. Nel settembre 2007 dopo il V-Day fatto da Beppe Grillo Mazza fece un editoriale criticato persino da Gianfranco Fini (leader di Alleanza Nazionale, partito cui Mazza era vicino); nell'editoriale diceva:
Grillo rispose all'editoriale dicendo: "Sono al delirio!".
Fini lo chiama per redarguirlo, lui ne trae la conclusione che il fatto di essere "richiamato all'ordine" sia la prova della sua indipendenza. Mazza manterrà l'incarico fino al 27 maggio 2009 per passare a dirigere Rai 1, rete che dal 2008 fu affidata ad interim a Fabrizio Del Noce che passò a Rai Fiction.

### La direzione della rete ammiraglia
Una delle prime decisioni prese da Mazza fu la scelta della conduzione e del direttore artistico per il Festival di Sanremo 2010, la scelta cadde subito su Antonella Clerici e Gianmarco Mazzi e la nascita della trasmissione Le amiche del sabato, spin-off de La vita in diretta in onda il sabato pomeriggio contro Verissimo, la trasmissione sarà un successo. Qualche settimana prima del Festival di Sanremo 2010 dopo l'intervista di Morgan alla rivista Max dove dichiarò di fare uso di sostanze stupefacenti Mazza insieme al direttore generale della Rai Mauro Masi e il direttore artistico Gianmarco Mazzi decisero di espellere Morgan dalla competizione. Nei primi di giugno 2010 dopo un anno di direzione criticò duramente la trasmissione Ciao Darwin di Paolo Bonolis definendo il suo tipo di televisione come "Una TV drogata", Bonolis gli rispose così:
(Paolo Bonolis, ANSA 1 giugno 2010)
Mazza nel giugno 2010 presenta il suo primo palinsesto di Rai 1 dove ci sarà il ritorno di Maurizio Costanzo con Bontà sua che dal 13 settembre 2010 diventerà Bontà loro che nel febbraio 2011 sarà chiuso a causa degli ascolti, poi il ritorno di Mara Venier che affiancherà Lamberto Sposini, che dalla nuova stagione sarà sostituito da Marco Liorni, a La vita in diretta e il ritorno di Antonella Clerici a La prova del cuoco, con la direzione di Mazza la rete ammiraglia vedrà l'arrivo in prima serata degli spettacoli teatrali, sempre nello stesso anno ci sarà la chiusura di Festa italiana e il trasferimento di Caterina Balivo su Rai 2, al suo posto ci sarà l'arrivo di Paola Perego con Se... a casa di Paola e il ritorno degli sceneggiati televisivi, assenti dal palinsesto dai primi anni ottanta.
Nel periodo marzo-maggio 2011 su Rai 1 approdano Giuliano Ferrara con Qui Radio Londra, dopo il TG1 delle 20.30, e l'approdo in prima serata di Vittorio Sgarbi che nella serata di debutto farà uno share dell'8,27%, segnando il record negativo degli ascolti nella storia di Rai 1. L'approdo di questi fu deciso dall'allora direttore generale della Rai Mauro Masi che fu criticato per aver portato il Popolo della libertà all'occupazione della prima rete del servizio pubblico.
Nel giugno 2011 Mazza presenta il palinsesto confermando quello dell'anno scorso ma il Consiglio d'Amministrazione lo altera cancellando Se... a casa di Paola, spostando Verdetto finale dalla mattina al primo pomeriggio, allungando La vita in diretta e cancellando Domenica In... Amori lo spazio di Sonia Grey.
Nel palinsesto ci sarà il ritorno di Fiorello con Il più grande spettacolo dopo il weekend e la conferma di Gianni Morandi alla guida del Festival di Sanremo.
Il 29 novembre 2012 viene sostituito alla direzione di Rai 1 da Giancarlo Leone, a Mazza intanto è stata promessa la presidenza di Rai Cinema ma alla fine la nomina non arriverà e presenterà un esposto al Tribunale del lavoro di Roma per essere reintegrato: il suo esposto viene accolto ed il 20 maggio 2013 Mazza deve essere reintegrato alla direzione della rete ammiraglia della Rai al posto di Leone o a un ruolo equivalente di tipo manageriale. Contro questa sentenza la Rai ha presentato un reclamo.
Il 13 giugno 2013 viene nominato all'unanimità alla direzione di Rai Sport, nel corso del consiglio d'amministrazione dell'azienda pubblica.

### La direzione di Rai Sport
Dopo la nomina a direttore della testata sportiva della Rai, Mazza ha presentato il suo piano editoriale e tra questi vi furono il ritorno della moviola, tolta dal predecessore Eugenio De Paoli con l'obiettivo di non generare litigi durante le trasmissioni, e il ritorno de Il processo del lunedì proponendolo nella prima serata di Rai Sport 1. Inoltre Mazza, in accordo con la Lega Pro, è riuscito a spostare il posticipo del campionato dal lunedì sera al venerdì sera, di fatto trasformandolo in un anticipo.
Inoltre sotto la sua direzione vi saranno la nascita di trasmissioni, per Rai Sport 1, come Zona 11 pm, Pomeriggio da Campioni e Uno su mille; inoltre la sua direzione si caratterizzò per la presenza dei mondiali di calcio di Brasile 2014 e per l'avvicendamento dei conduttori di due storici programmi: La domenica sportiva, dove Paola Ferrari fu sostituita con Sabrina Gandolfi, e 90º minuto, dove Franco Lauro fu sostituito con Marco Mazzocchi.
La sua gestione, nonostante i risultati in crescita, ha scatenato numerose polemiche nella redazione, nell'azienda e nell'opinione pubblica, in particolare nel mese di giugno quando Rai Sport 1 interruppe la diretta con la finale femminile del Roland Garros, nel momento decisivo, per trasmettere la partita di playoff tra il Frosinone e il Lecce. I numerosi malcontenti da parte di Viale Mazzini portarono nel settembre 2014 alla rimozione di Mazza dalla direzione di Rai Sport, l'interessato però annunciò di presentare ricorso per demansionamento, cosa già avvenuta nel 2012 quando fu rimosso da Rai 1.

### Rai Vaticano
Mazza, dopo la rimozione da Rai Sport, nel 2015 viene inserito in organico a Rai Vaticano con l'incarico di seguire il progetto relativo allo sviluppo dell'offerta informativa multimediale riferita al Pontificato di Papa Bergoglio.

### Il caso Celentano
La prima serata del Festival di Sanremo 2012 vide la presenza come grande ospite di Adriano Celentano che, come sempre, fece discutere l'opinione pubblica. La Rai, per questo episodio, mise in discussione l'operato e la gestione di Mazza all'interno della rete, venendo additato come responsabile, nonostante la scelta di ospitare Celentano fosse stata di Gianni Morandi e di Gianmarco Mazzi.

## Altre attività e premi
- Autore di diversi saggi, nell'anno accademico 2001-2002 ha tenuto un seminario sul tema "Utopia e Informazione" presso la facoltà di Scienze politiche della Sapienza di Roma.
- Nel 2008 ottiene il Premio Boffenigo per il Giornalismo 6 edizione che gli viene conferito il 6 settembre 2008 presso la sala congressi Boffenigo Small & Beautiful Hotel a Costermano sul lago di Garda.
- Dicembre, 2009: riceve il "Premio Villa Massa" "alla carriera".
- Dal 20 gennaio 2011 Mazza conduce ogni notte su Radio 1 la trasmissione Ognuno con il suo viaggio.
- Dicembre, 2011: riceve il "Premio Bellezze d'Italia" "al giornalismo" nella cornice della Galleria Alberto Sordi in Roma.
- Nel 2012 ha pubblicato il libro L'albero del mondo.
- Nel 2013 è coautore con Adolfo Urso del libro "Vent'anni e una notte.1993 – 2013 La parabola della destra italiana raccontata dai suoi protagonisti", Castelvecchi Editore.

## Opere
- Nel 2013 è coautore con Adolfo Urso del libro "Vent'anni e una notte.1993 – 2013 La parabola della destra italiana raccontata dai suoi protagonisti", Castelvecchi Editore.
- Diario dell'ultima notte - Ciano-Mussolini, lo scontro finale, La Lepre edizioni, 2021, ISBN 978-88-99389-90-1.